# Radio Mittelweser
Radio Mittelweser ist ein privater lokaler Hörfunksender in Niedersachsen, mit Firmensitz in Nienburg, der für die Region Nienburg, Mittelweser, Hannover und Weserbergland sendet.

## Programm
Im Nienburger Studio werden lokale Nachrichten produziert und ein Musikprogramm (Format: AC (Adult Contemporary)) angeboten. 
Das Programm von Energy Bremen gliedert sich in vier Sendeschienen: Dein Morgen, Dein Nachmittag, Dein Abend, Deine Nacht
Die Hörer werden über verschiedene soziale Medien des Senders ins Programm eingebunden.

## Empfang
Auf UKW ist der Sender auf 103,3 MHz im Raum Mittelweser empfangbar. Auf der Website des Senders und über die iOS-/Android-App ist ein Livestream verfügbar. Die RDS-Kennung lautet Radio_MW, der RDS-PI-Code lautet 1B81. Seit dem 2. Oktober 2023 ist Radio Mittelweser auch im Weserbergland-Multiplex über den Sender Stadthagen (9C) im DAB-Modus zu empfangen. Die Ausstrahlung im Multiplex Hannover (8C) wurde im Januar 2025 wieder beendet. Der DAB-Anzeigename ist RadioMittelweser, der Kurzname ist RMw.